# Pont Matadi
Pont Matadi (v minulosti Pont Maréchal – Maršálův most) je visutý most nad řekou Kongo u města Matadi v provincii Bas-Congo v Konžské demokratické republice. Most je dlouhý 722 metrů a hlavní délka mezi pilíři činí 520 metrů. Je to jediný most v dolní části řeky, další most nad řekou je železný most 2800 km dále na horním toku řeky ve městě Kongolo v provincii Katanga.
Bývalý název Pont Maréchal nesl most na počest prezidenta Mobutua.